# Prorocentrales
Ordre
Synonymes
- Prorocentrida[2]

Les Prorocentrales sont un ordre de dinoflagellés,. Ils se distinguent par l'insertion de leurs deux flagelles au niveau de l'apex, plutôt qu'au niveau ventral, comme dans les autres groupes. Un flagelle s'étend en avant et l'autre entoure sa base, et il n'y a pas de rainures flagellaires. Cet arrangement s'appelle desmokonté, contrairement à l'arrangement dinokonté que l'on trouve dans d'autres groupes. En conséquence, les Prorocentrales peuvent être appelés desmoflagellées et, dans certaines classifications, ils sont traités comme une classe distincte : les Desmophyceae.
Tous les membres ont des chloroplastes et une thèque composée de deux grandes plaques reliées par une suture sagittale. Cette structure est partagée avec les Dinophysiales, et ce sont probablement des groupes sœurs. Ceci n'apparaît pas sur les arbres à ARNr, qui montrent également deux groupes distincts de Prorocentrum, mais ils laissent généralement leurs relations non résolues.

## Liste des familles
Selon AlgaeBase (1 janvier 2019), ITIS (1 janvier 2019) et World Register of Marine Species (1 janvier 2019) :
- famille des Haplodiniaceae Lindemann, 1928
- famille des Prorocentraceae Stein, 1883

Selon Catalogue of Life (1 janvier 2019) et NCBI (1 janvier 2019) :
- famille des Prorocentraceae